# SAGEM
Sagem (Société d’Applications Générales de l’Électricité et de la Mécanique) was een groot Frans elektronicabedrijf gespecialiseerd in defensie-elektronica en communicatiesystemen. In 2005 fuseerde Sagem met Snecma en werd de Safran-groep gevormd.

## Geschiedenis
Sagem werd in 1925 opgericht in Parijs door Marcel Môme, hij was toen vijfentwintig jaar. De Société d’Applications Générales de l’Électricité et de la Mécanique had als hoofdbezigheid mechanica, de eerste producties van het bedrijf bestonden uit elektronische componenten, camera's, projectors en militaire uitrusting. 
Vanaf 1942, na een opdracht van het Franse Ministerie van Telecommunicatie, ontwikkelde Sagem een nieuw communicatiesysteem: de Telex Printer. Dit markeerde hun stap richting de telecommunicatiebranche.
In mei 2005 ging Sagem samen met vliegtuigmotorfabrikant Snecma en werd de Safran-groep gevormd. Binnen Safran werden Sagems divisies gereorganiseerd. In 2008 werden de communicatietak en divisie mobiele telefonie afgestoten. Ze werden respectievelijk Sagemcom en Mobiwire.
In 2009 is Sagem Identification opgericht, het voormalige Sdu Identification.

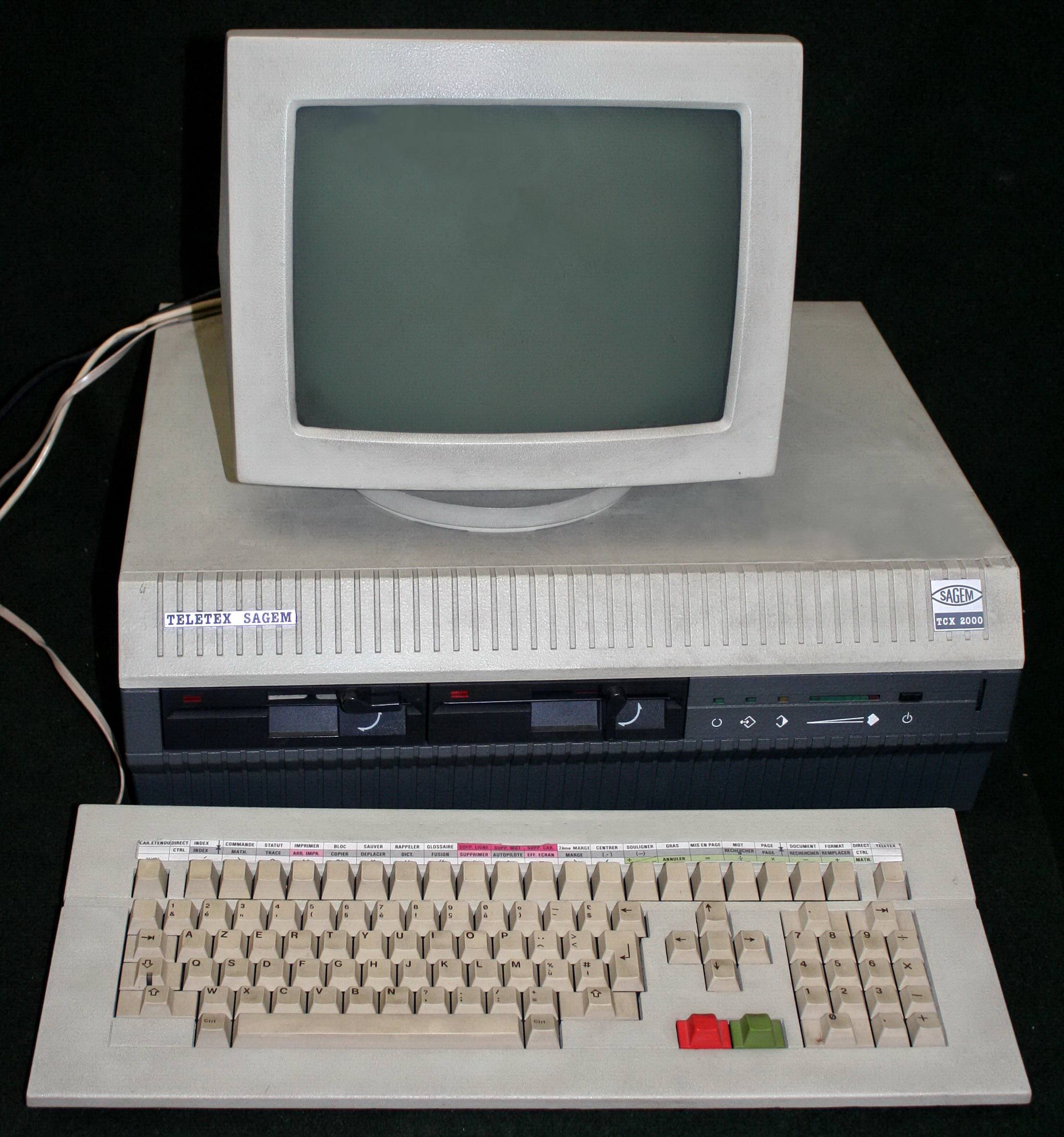
Télétex-telexterminal.
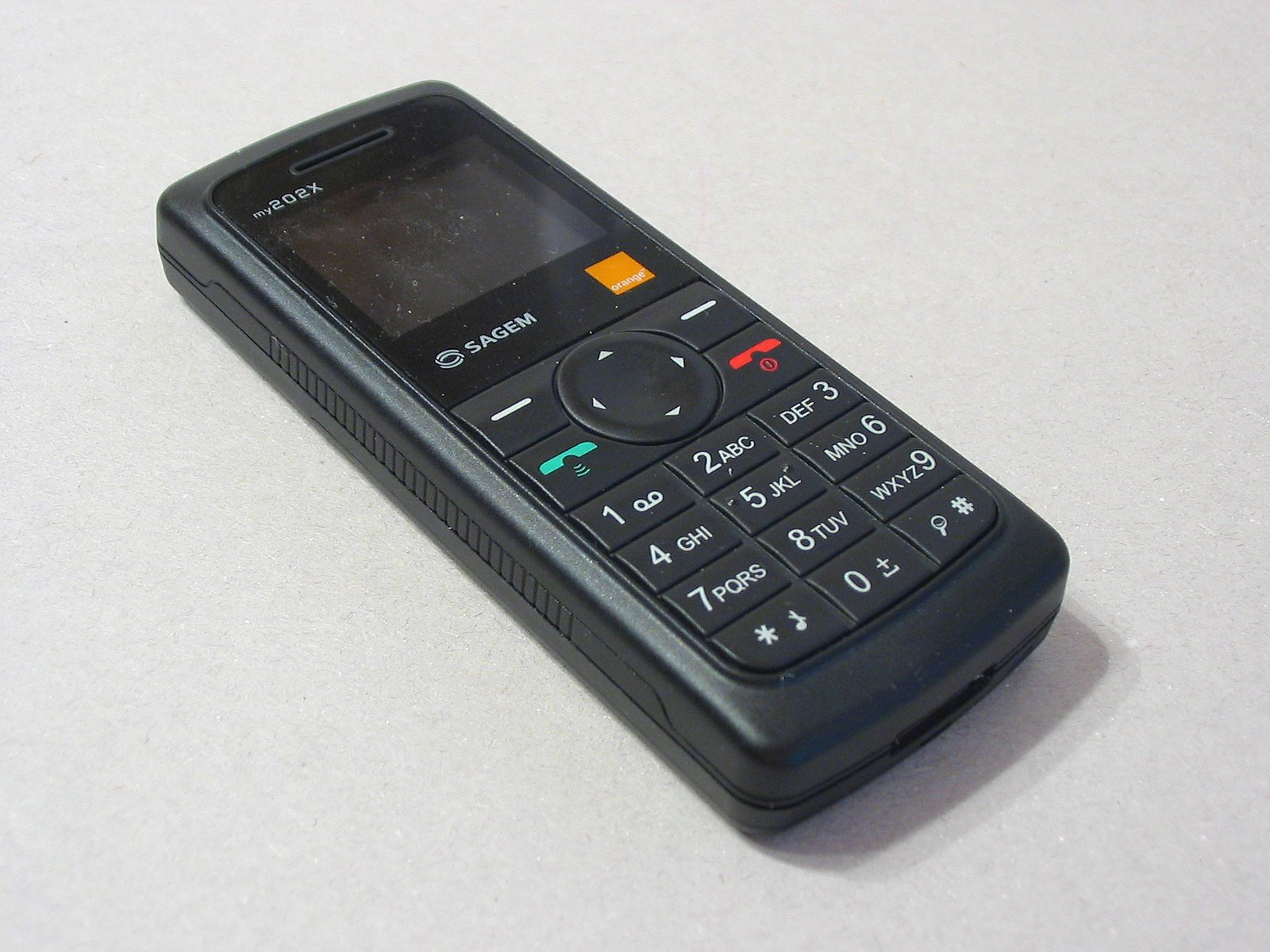
my202X-mobiele telefoon.
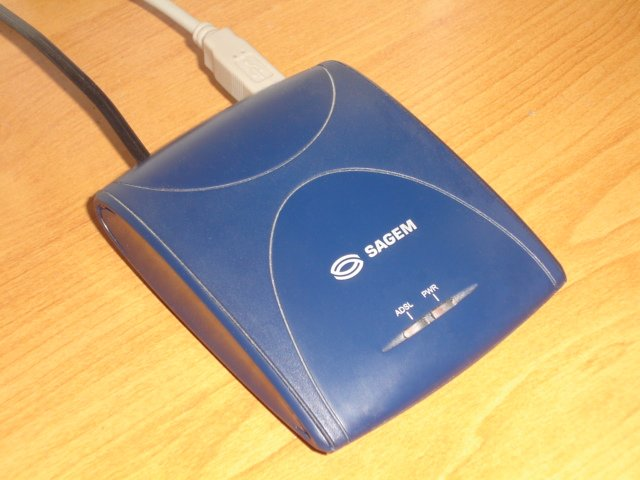
F@st 800-modem.
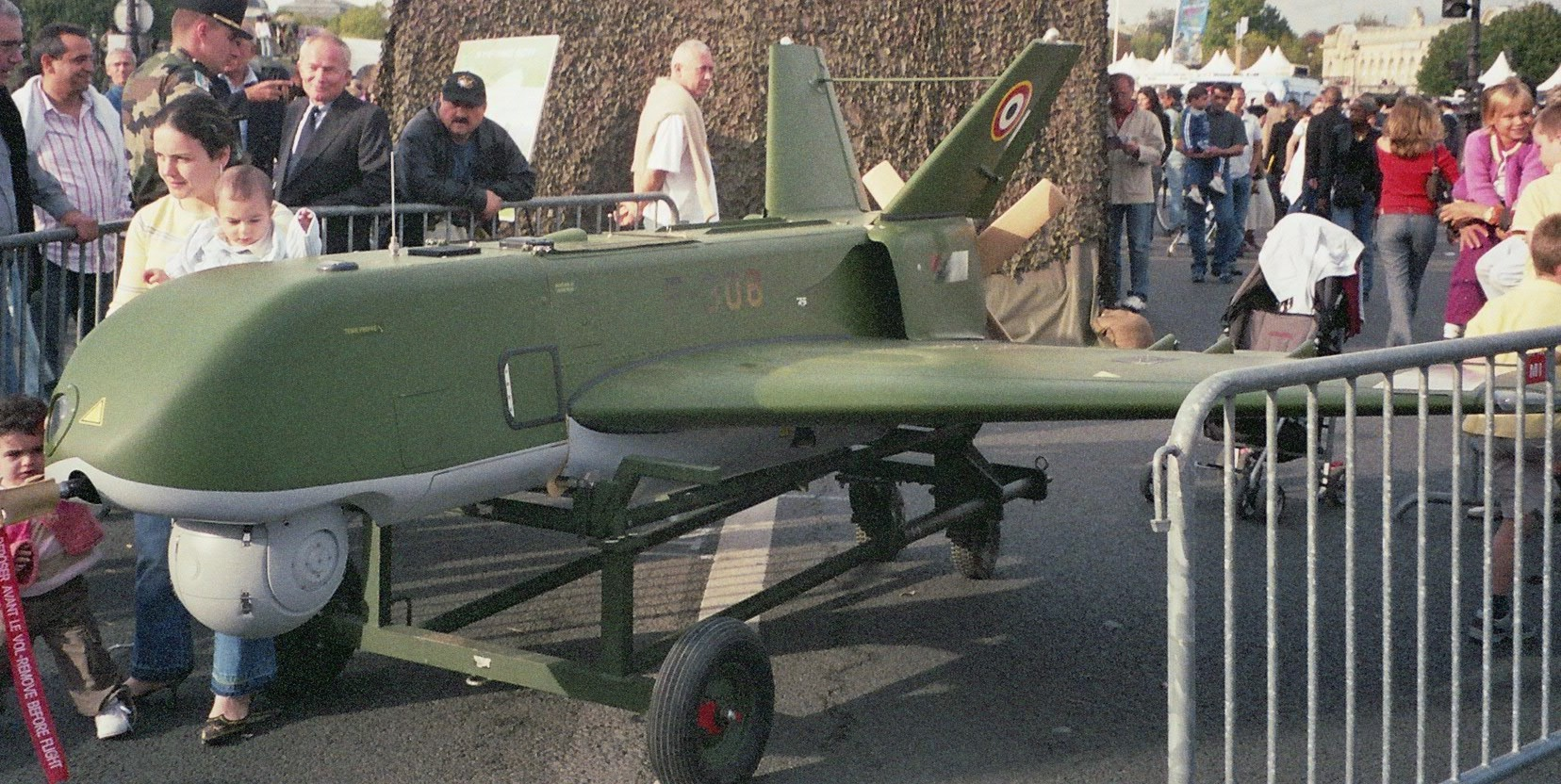
Sperwer-UAV.